# Ghor

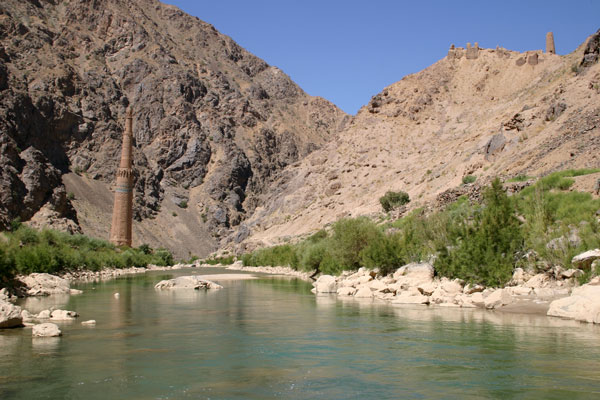
Minarett von Dschām

Ghor, auch Ghur oder Ghwor (Paschtu/Persisch: غور) ist eine Provinz in Afghanistan mit einer Fläche von 36.657 Quadratkilometern und 791.480 Einwohnern (Stand: 2022).

## Lage
Die zentralafghanische Provinz liegt in rund 2000 bis 2500 m Höhe am Hari Rud gelegen. Die Provinzhauptstadt heißt Tschaghtscharan (oder Chighcheran).

## Infrastruktur
Die Infrastruktur ist unter dem Landesdurchschnitt. Flugplätze finden sich in Tschaghtscharan (IATA: CCN) und Taywara.

## Geschichte
Seit dem 11. Jahrhundert war Ghor eine Provinz des Ghaznawidenreichs. Von zentraler Bedeutung war die Provinz Ghor in der zweiten Hälfte des 12. Jahrhunderts unter den gemeinsam regierenden Brüdern Ghiyath al-Din Muhammad (reg. 1163–1202) und Muhammad von Ghur (reg. 1163–1206), denen es gelang ihren Machtbereich bis nach Persien einerseits und Bengalen andererseits auszudehnen.
Nach ihrem Tod existierte das Ghuridenreich nur noch wenige Jahre.

## Sehenswürdigkeiten
Das um 1175 erbaute Minarett von Dschām, oder Firuzkuh, ist eine bedeutende Sehenswürdigkeit in der Provinz Ghor, es steht auf der Liste des UNESCO-Welterbes.

## Verwaltungsgliederung
Die Provinz Ghor ist in folgende Distrikte gegliedert:
- Marghab
- Dawlat Yar
- Du Layna
- Lal wa Sarjangal
- Pasaband
- Saghar
- Shahrak
- Taywara
- Tschaghtscharan
- Tscharsada
- Tulak